# Ingen Slukker The Stars
Ingen Slukker The Stars er det andet studiealbum fra rapgruppen Suspekt, bestående af Bai-D og Orgi-E. Albummet blev udgivet i 2003.
Det er produceret af Rune Rask og Troo.L.S, som også medvirker på adskillige numre på cd'en.

## Spor
1. Fuck Folk
2. Skudtæt feat. L.O.C.
3. Hvem er en.... Kælling? feat. L.O.C.
4. En Vej
5. Fat Det feat. L.O.C.
6. Ingen Slukker The Stars
7. Kender Du typen?
8. Fucked up og misforstået feat. USO
9. Fuck Rap
10. Har du glemt dine nosser
11. Kinky Fætter
12. En Lang Nat
13. Vogn Ninerfyrre pt. 3
14. Dagen Efter
15. Sut min Pik Ikk feat. L.O.C.
16. Kræds For Kendere
17. I Ved At iii feat. L.O.C.
18. Fuck Det Hele